# Verwaltungsgemeinschaft Hochharz
Die Verwaltungsgemeinschaft Hochharz im Landkreis Wernigerode in Sachsen-Anhalt (Deutschland) hatte seinen Sitz in Hasselfelde und war bis zum 31. Dezember 2004 der verwaltungspolitische Zusammenschluss folgender Gemeinden:
- Allrode
- Altenbrak
- Hasselfelde, (Stadt)
- Stiege
- Trautenstein (bis 2002)
- Treseburg

Zusammen mit den Gemeinden der ehemaligen Verwaltungsgemeinschaft Brocken bildet die ehemalige VG Hochharz seit 1. Januar 2005 die neue Verwaltungsgemeinschaft Brocken-Hochharz mit Sitz in Hasselfelde.
Koordinaten: 51° 41′ N, 10° 51′ O